# Плетневка (Иссинский район)
Плетневка — село в Иссинском районе Пензенской области, входит в состав Каменно-Бродского сельсовета.

## География
Расположено на берегу реки Исса в 1 км на северо-запад от центра сельсовета села Каменный Брод и в 11 км на запад от райцентра посёлка Исса.

## История
Основана служилыми татарами Инсарского уезда, вероятно, как пункт контроля за проезжающими через Нижний Каменный брод на пути из Пензы в Инсар во второй половине XVII века. В 1782 г. деревня Плетневка Ивана и Василия Андреевичей Губаревых, Александра Васильевича Машкова, Максима Петровича Литвинова, княгини Настасьи Григорьевны Колунчаковой, Анны Емельяновны Еналеевой и той деревни татар да деревни Салмовки татар Бадая Башмакова, Мурата Халеева, Енбая Чуркаева, Абдуселям Карамшева; деревни Нижнего Каменного Броду, Усть-Шишов тож, Алменша Енолеева, Масея Искакова, Бадая Банберкова; села Каменного Броду Се… Надорова, Ибрая Нагаева, Нарбека Смолекова, Махмута Веишина; деревни Ендовищ Симакая (?) Сулейманова, Себукая Курмаметева; деревни Полянок Ханбека Абдурахманова, Заита Салькова, Наделши Арыкова, 33 двора, 211 жителей, всей дачи 1578 десятин, в том числе усадебной земли – 16, пашни – 1345, сенных покосов – 167, леса нет; «земля – чернозем, урожай хлеба средствен, а травы хорош». Татары на казенном окладе. В 1864 г. – мечеть, в 1877 г. – мечеть и школа. В 1896 г. – 49 дворов, мельница Альмяшева. В 1911 г. – деревня Трехсвятской волости Инсарского уезда Пензенской губернии, одна община, 50 дворов.
В 1923 г. – деревня Трехсвятской укрупненной волости Инсарского уезда. С 1928 года — центр сельсовета Иссинского района Пензенского округа Средне-Волжской области (с 1939 года — в составе Пензенской области). С 1931 г. — в составе Кильмаевского сельсовета. В 1939 г. – центральная усадьба колхоза «Красный Маяк» (организован в 1931 г.), 40 дворов. В 1955 г. — в составе Украинцевского сельсовета, центральная усадьба колхоза имени Максима Горького. В 1980-е гг. — в составе Каменно-Бродского сельсовета.

## Население
| 1782 | 1864 | 1877 | 1896 | 1911 | 1926 | 1930 |
| ---- | ---- | ---- | ---- | ---- | ---- | ---- |
| 250  | ↗405 | ↘362 | ↘341 | ↘329 | ↗331 | ↗398 |
| 1940 | 1959 | 1979 | 1989 | 1996 | 2002 | 2010 |
| ↘224 | ↘118 | ↘100 | ↘48  | ↘40  | ↘32  | ↘24  |